# آخر يهودي في فينيتسا
آخر يهودي في فينيتسا هي صورة التقطت أثناء المحرقة في أوكرانيا وتظهر رجلًا يهوديًّا مجهولًا - على الأرجح بالقرب من بلدة فينيتسا - على وشك أن يُقتل بالرصاص على يد عضو من وحدات القتل المتنقلة (الأينزاتسغروبن) وهي فرقة قتل متنقلة تابعة لقوات الأمن الخاصة النازية. ظهر الضحية في الصورة راكعًا بجانب مقبرة جماعية تحتوي جثثًا؛ وفي الخلف تراقب مجموعة من رجال قوات الأمن الخاصة وخدمة العمال الرايخ.

## تاريخ
يعود تاريخ الصورة إلى وقت ما بين منتصف عام 1941 و1943، عندما احتل الألمان إقليم (منطقة) فينيتسا. خلال هذه الفترة، شهدت المنطقة العديد من المذابح اليهودية، بما في ذلك تلك التي وقعت في المدينة يومي 16 و 22 سبتمبر 1941، وكذلك في أبريل 1942، وفي أعقاب هذه الأحداث أرسل الذين نجوا إلى معسكرات العمل وتم تدمير يروسالمكا [الإنجليزية] (الحي اليهودي في فينيتسا) إلى حد كبير. يشير ارتداء الألمان في الصورة للزي الصيفي إلى أنه من غير المرجح أن تكون قد التقطت خلال أشهر الشتاء.
وزعت الصورة في عام 1961 من قبل يونايتد برس أثناء محاكمة أدولف أيخمان. استلمتها يونايتد برس من إيل موس (مواليد 1910)، وهو يهودي بولندي حصل عليها في مايو 1945 بعد وقت قصير من تحريره من معسكر اعتقال ألاتش على يد الجيش الأمريكي الثالث. أراد موس الذي عاش في شيكاغو عام 1961 أن يعرف الناس "ما حدث في زمن أيخمان". نشرت نسخة يونايتد برس على صفحة كاملة من صحيفة ذا فوروارد [الإنجليزية].

## الأهمية
نالت الصورة أهمية وشهرة واسعة، واحتوت على بعض الميزات غير العادية مقارنة بصور المحرقة المعروفة: إذ تم التقاطها أثناء المحرقة نفسها وليس بعدها، ومن المفترض أن يكون ملتقط الصورة هو شخص متواطئ في القتل على عكس العديد من صور المحرقة الشهيرة الأخرى، تصور هذه الصورة أنشطة وحدات القتل المتنقلة بدلًا من مشاهد من معسكرات الاعتقال أو الإبادة. بالإضافة إلى ذلك، ينصب تركيزها على ضحية واحدة بدلاً من مجموعة.